# Sabrina Plisco
Sabrina Plisco ist eine US-amerikanische Filmeditorin.

## Leben
Plisco ist seit Ende der 1980er Jahre als Filmeditorin tätig. Bis in die 2000er Jahre hinein war sie beinahe ausschließlich für Fernsehfilme und -serien tätig. Mehrere Male arbeitete sie mit dem Regisseur Mike Robe zusammen. Seit 2004 folgten vornehmlich Kinoproduktionen. Ihr Schaffen umfasst mehr als 50 Produktionen. 2002 war sie für den Eddie-Award, 2015 und 2023 für einen Emmy nominiert.
Plisco ist Mitglied der American Cinema Editors und wurde 2013 als associate board member gewählt.

## Filmografie (Auswahl)
- 1988: Clownhouse
- 1993: Farben des Todes (For Their Own Good, Fernsehfilm)
- 1994: Spiegelbilder (Trick of the Eye, Fernsehfilm)
- 1995: Blue River (Fernsehfilm)
- 1996: Ich will meine Kinder zurück (A Mother’s Instinct, Fernsehfilm)
- 1996: Sommer der Angst (Summer of Fear, Fernsehfilm)
- 1997: Gefangen im Feuer (Heart of Fire, Fernsehfilm)
- 1997: Rose Hill – Der Traum vom Wilden Westen (Rose Hill, Fernsehfilm)
- 1997: Aircrash – Katastrophe beim Take Off (Final Descent, Fernsehfilm)
- 1998: Eine betrügerische Hochzeit (Chance of a Lifetime, Fernsehfilm)
- 1998: Black Dog
- 1999: Providence (Fernsehserie, 3 Folgen)
- 1999: Durango (Fernsehfilm)
- 2000: Die Little Richard Story (Little Richard, Fernsehfilm)
- 2000: Wenn Mutterliebe zur Hölle wird (Trapped in a Purple Haze, Fernsehfilm)
- 2000: The Lost Child (Fernsehfilm)
- 2000: Holiday Heart (Fernsehfilm)
- 2001: Die Prinzessin & der Marine-Soldat (The Princess and the Marine, Fernsehfilm)
- 2001: Uprising – Der Aufstand (Uprising, Fernsehfilm)
- 2002: My Sister’s Keeper (Fernsehfilm)
- 2004: Sky Captain and the World of Tomorrow
- 2005: Into the West – In den Westen (Into the West, Miniserie)
- 2006: Schweinchen Wilbur und seine Freunde (Charlotte’s Web)
- 2007: Mr. Magoriums Wunderladen (Mr. Magorium’s Wonder Emporium)
- 2008: Beverly Hills Chihuahua
- 2009: Nora Roberts – Das Leuchten des Himmels (Northern Lights, Fernsehfilm)
- 2009: Free Willy – Rettung aus der Piratenbucht (Free Willy: Escape from Pirate’s Cove)
- 2010: Covert Affairs (Fernsehserie, Folge 1x01)
- 2011: Die Schlümpfe (The Smurfs)
- 2013: Die Schlümpfe 2 (The Smurfs 2)
- 2014: Houdini (Miniserie, 2 Folgen)
- 2015: Devious Maids – Schmutzige Geheimnisse (Devious Maids, Fernsehserie, 4 Folgen)
- 2016: Doctor Strange
- 2019: Die unglaublichen Abenteuer von Bella (A Dog’s Way Home)
- 2021: Clifford der große rote Hund (Clifford the Big Red Dog)
- 2022: Ms. Marvel (Fernsehserie, 3 Folgen)
- 2023: Doggy Style (Strays)
- 2023: Journey to Bethlehem